# Thymus numidicus
Thymus numidicus là một loài thực vật có hoa trong họ Hoa môi. Loài này được Poir. miêu tả khoa học đầu tiên năm 1789.